# Bergamt Nordbayern
Das Bergamt Nordbayern ist die staatliche Ausführungsbehörde für das Bergrecht in den bayerischen Regierungsbezirken Oberfranken, Mittelfranken, Unterfranken und Oberpfalz. Organisatorisch ist es Teil der Regierung von Oberfranken (Sachgebiet 26). Das Amt hat seinen Sitz in Bayreuth. 

## Geschichte
Die Bergverwaltung in der Region fußt auf einer Tradition der Bergverwaltung des Fürstentums Bayreuth, die bis in das Jahr 1477 zurückreicht.
Am 29. September 1864 verlegte das Königreich Bayern den Sitz des Bergamts von Brandholz nach Bayreuth. Noch 1989 war die damals in der Parsifalstraße 25a ansässige kleine Behörde mit vier Technikern und elf Verwaltungskräften von der Schließung bedroht, erst im Februar 1990 konnte ihr Fortbestand als gesichert gelten.

## Aufgaben
Bergbehörden im Freistaat Bayern sind das Bayerische Staatsministerium für Wirtschaft, Infrastruktur Verkehr und Technologie als oberste Bergbehörde sowie die beiden bei den Regierungen von Oberbayern und Oberfranken eingegliederten Bergämter für Nord- und Südbayern als untere Bergbehörden.
Der sachliche Zuständigkeitsbereich des Bergamtes Nordbayern betrifft Genehmigungs- und Überwachungsaufgaben beim Vollzug bergrechtlicher, arbeitssicherheitlicher und umweltrechtlicher Vorschriften (Bundesberggesetz, Bergverordnungen, Wassergesetze, Immissionsschutzgesetze, Naturschutzgesetze, Waldgesetze u. v. a. m.) in den dem Bundesberggesetz unterliegenden Betrieben (Bergwerke, Tagebaue, Aufbereitungen, Untergrundspeicher, Bohrungen, Besucherbergwerke- und -höhlen) und gewerberechtlicher Vorschriften bei Arbeiten in Tunnel- und Stollenbetrieben.
Das Bergamt Nordbayern wirkt als Träger öffentlicher Belange beim Vollzug staatlicher und gemeindlicher Planungsangelegenheiten und der Rohstoffsicherung mit und nimmt polizeiliche Aufgaben in Betrieben wahr.